# Soutelo (Vila Verde)
Soutelo es una freguesia portuguesa del municipio de Vila Verde. Según el censo de 2021, tiene una población de 2128 habitantes.